# Poço Verde
Poço Verde è un comune del Brasile nello Stato del Sergipe, parte della mesoregione dell'Agreste Sergipano e della microregione di Tobias Barreto.